# Лондонські кільцеві дороги

План кільцевих доріг 1, 2, 3 і 4

Лондонські кільцеві дороги були серією з чотирьох кільцевих доріг, запланованих у 1960-х роках, щоб огинати Лондон на різних відстанях від центру міста. Вони були частиною комплексної схеми, розробленої Радою Великого Лондона (GLC) для зменшення трафіку та заторів на системі доріг міста шляхом створення високошвидкісних доріг стандартних автомагістралей у столиці, які з’єднують серію радіальних доріг, що спрямовують рух до міста та з міста.
Існували плани будівництва нових доріг навколо Лондона, щоб полегшити рух, принаймні з 17 століття. Кілька з них були побудовані на початку 20-го століття, такі як Північна кільцева дорога, Вестерн-авеню та Східна авеню, і подальші плани були висунуті в 1937 році в Дослідженні розвитку автомобільних доріг, а потім у 1943 році був розроблений План графства Лондон. Кільцеві дороги виникли на основі цих попередніх планів і складалися з чотирьох основних кільцевих доріг та інших розробок. Певні ділянки були модернізацією існуючих попередніх проектів, таких як Північна кільцева дорога, але більшість з них були новобудовами. Будівництво деяких ділянок почалося в 1960-х роках у відповідь на зростаючий рівень володіння приватними автомобілями та дорожнього руху.

## Історія

### Передумови

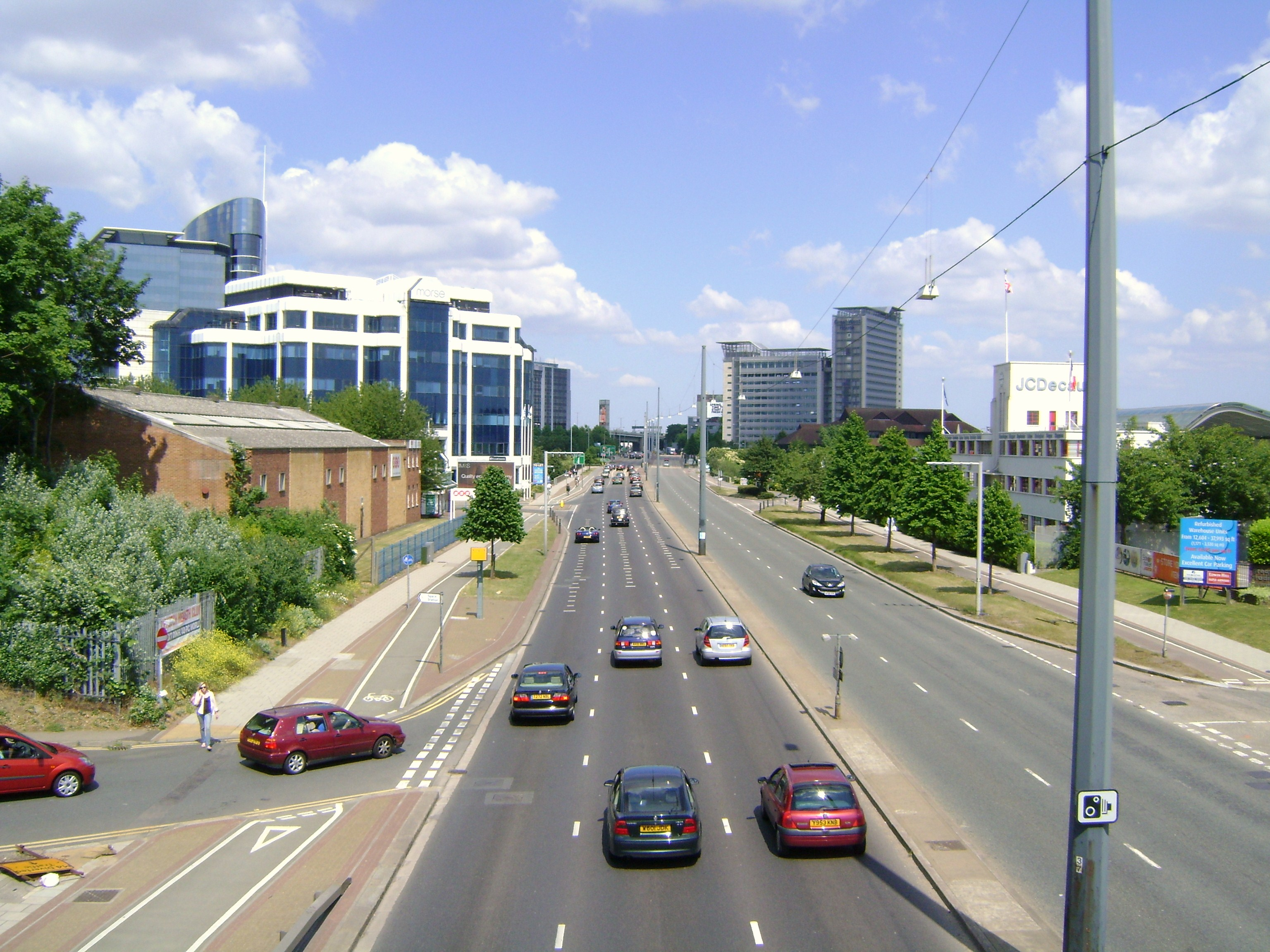
Велика західна дорога була спробою початку 20-го століття вирішити проблему заторів навколо Лондона

Лондон був значно перевантажений з 17 століття. Наприкінці 1830-х і на початку 1840-х років було створено різні виборчі комітети з метою покращення зв’язку та транспорту в місті. Королівська комісія з дорожнього руху в Лондоні (1903–05) підготувала вісім томів звітів про дороги, залізниці та трамваї в районі Лондона, включаючи пропозицію «побудувати кільцеву дорогу довжиною близько 75 миль у радіусі 12 миль від собора Святого Павла.

### Дослідження розвитку автомобільних доріг, 1937 рік
У травні 1938 року сер Чарльз Брессі та сер Едвін Лютієнс опублікували звіт Міністерства транспорту «The Highway Development Survey, 1937», у якому розглядалися потреби Лондона в дорігах і рекомендувалося будівництво багатьох миль нових доріг і покращення розв’язок у ключових точках заторів.
Серед їхніх пропозицій було створення серії об’їзних доріг навколо міста, зовнішні з яких побудовані як паркові шляхи в американському стилі – широкі ландшафтні дороги з обмеженим доступом і роз’їздами з роздільними рівнями. До них входило східне продовження Західної авеню, яка згодом стала Вестуей.
Плани Брессі передбачали значне знесення існуючих об'єктів, які розділили б громади, якби вони були побудовані. Однак він повідомив, що середня швидкість руху на трьох радіальних маршрутах Лондона становила 20,1 км/рік, і, отже, їх будівництво було необхідним. Плани зупинилися, оскільки Рада графства Лондона відповідала за дороги в столиці та не могла знайти належного фінансування.

### План округу Лондон і План Великого Лондона, 1940-ті роки

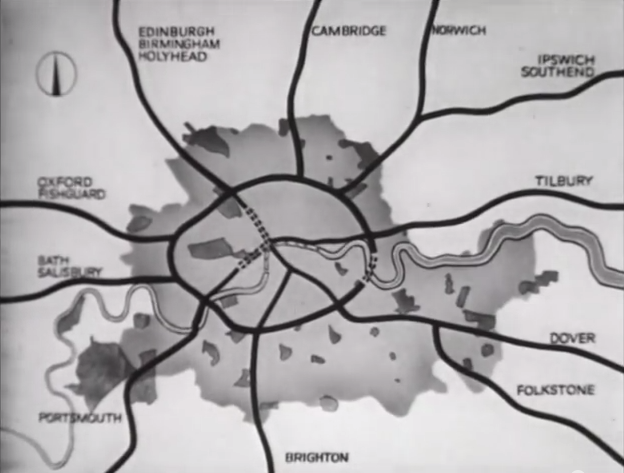
Одна із запропонованих Аберкромбі внутрішніх кільцевих доріг, як показано в документальному фільмі Міністерства інформації 1945 року «Горде місто».

План Кільцевої дороги розвинувся на основі ранніх схем до Другої світової війни через План сера Патріка Аберкромбі Лондонського графства 1943 року та План Великого Лондона 1944 року. Однією з тем, які досліджували два плани Аберкромбі, були затори в Лондоні, і План округу Лондон запропонував серію кільцевих доріг, позначених A до E, щоб допомогти прибрати трафік із центральної частини.
Навіть у зруйнованому війною місті з великими територіями, які потребують реконструкції, будівництво двох внутрішніх кілець, А та В, потребувало б значного руйнування та потрясінь. Вартість будівельних робіт, необхідних для модернізації існуючих вулиць і доріг Лондона до стандартів подвійної проїжджої частини або автостради, вважалася значною; кільце А витіснило б 5300 сімей. Через післявоєнну нестачу фінансування плани Аберкромбі не передбачалося негайно втілити в життя. Їх планувалося поступово будувати протягом наступних 30 років. Наступний період суворої економії означав, що дуже мало з його плану було виконано. Кільце А було офіційно скасовано лейбористським урядом Клемента Еттлі в травні 1950 року. Після 1951 року графство Лондон зосередилося на покращенні існуючих доріг, а не на пропозиціях Аберкромбі.

### Схема кільцевої дороги, 1960-ті роки
До початку 1960-х років кількість приватних автомобілів і комерційних транспортних засобів на дорогах значно зросла порівняно з довоєнним. Виробництво автомобілів у Британії подвоїлося між 1953 і 1960 роками. Консервативний уряд на чолі з прем'єр-міністром Гарольдом Макмілланом мав тісні зв'язки з індустрією автомобільного транспорту, причому більше 70 членів парламенту були членами Британської дорожньої федерації. Політичний тиск щодо будівництва доріг і покращення транспортного руху посилився, що призвело до відродження планів Аберкромбі.

## Кільцева дорога 1

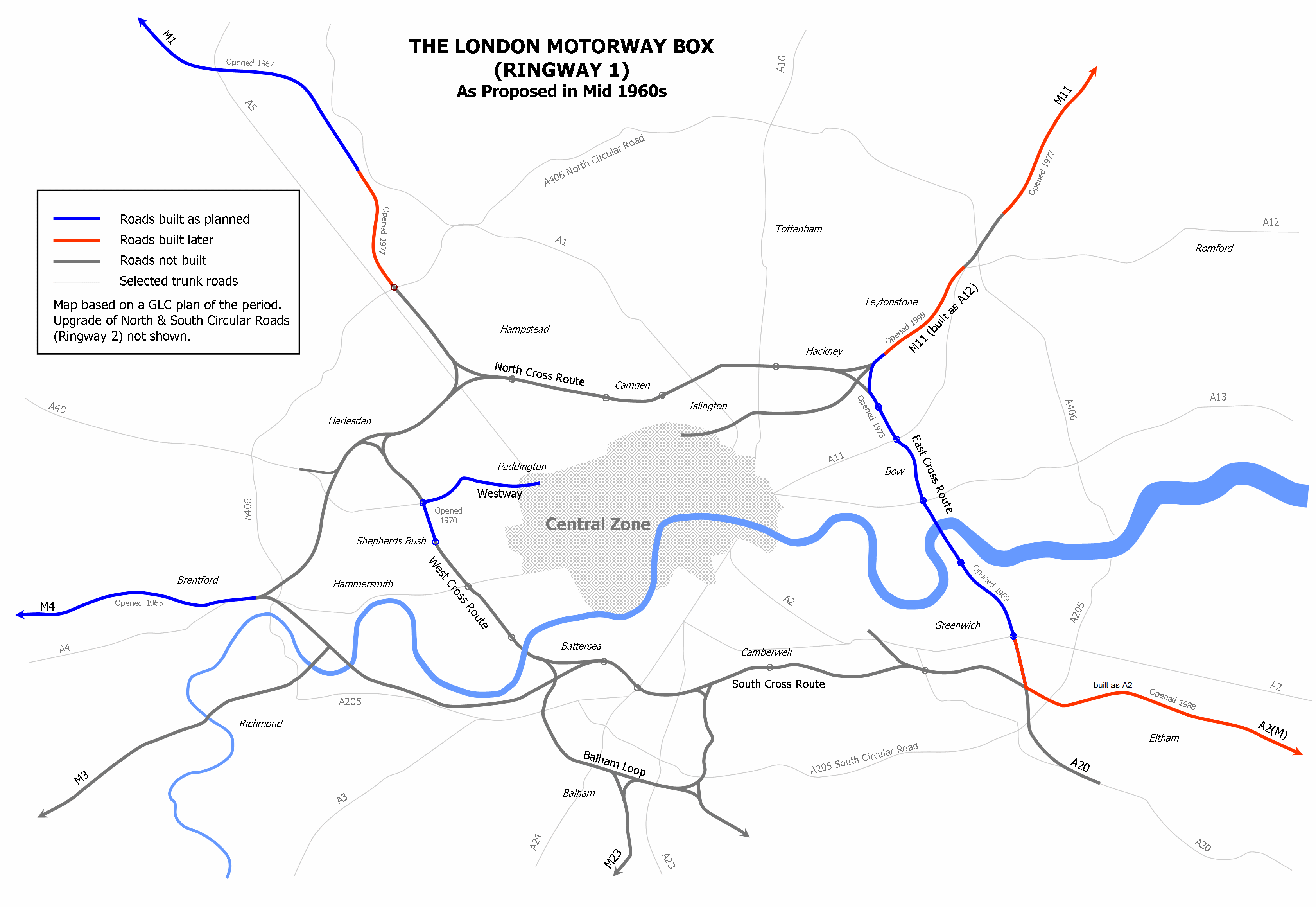
План кільцевої дороги 1 із забудованими частинами схеми центральної зони. Сині лінії – це дороги, побудовані за планом, червоні – ті, що побудовані пізніше. Дороги, показані сірим, ніколи не були побудовані.

Кільцева дорога 1 була розрізом Лондонської автомагістралі, що складалася з північного, східного, південного та західного перехресних маршрутів. Кільцева дорога 1 мала складатися з чотирьох ділянок через столицю, утворюючи приблизно прямокутну коробку автомагістралей.
Значна частина схеми мала бути побудована як підняті дороги на бетонних опорах, а маршрути були розроблені таким чином, щоб слідувати трасам існуючих залізничних ліній, щоб мінімізувати кількість землі, необхідної для будівництва, включаючи лінію Північного Лондона на півночі, гілку Гринвіч-парку лінія на півдні та лінія Західного Лондона на заході.

## Кільцева дорога 2

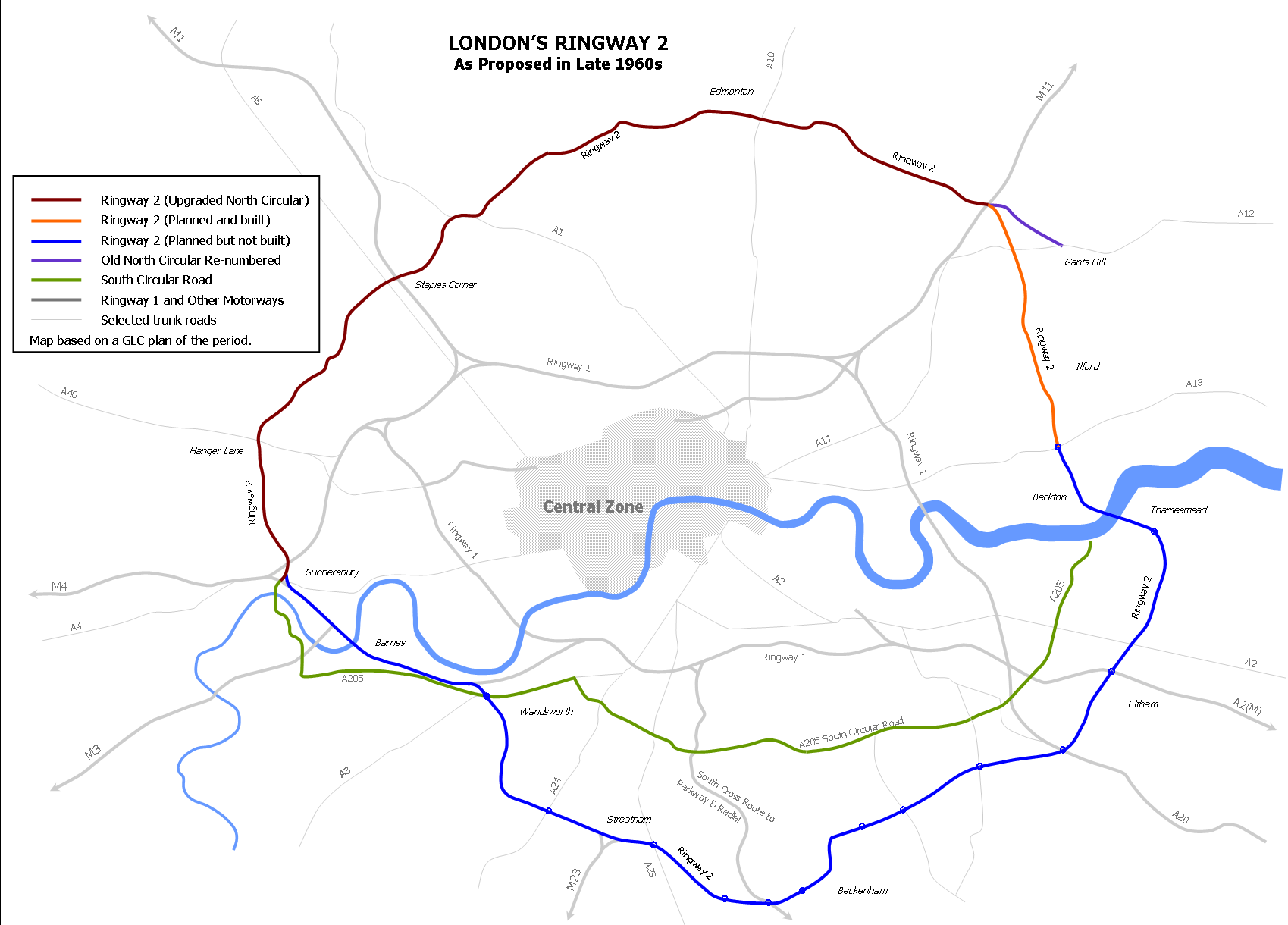
План кільцевої дороги 2, запропонований наприкінці 1960-х років

Кільцева дорога 2 була модернізацією Північної кільцевої дороги (A406) і нової автомагістралі на заміну Південної кільцевої дороги (A205). Північна кільцева дорога була здебільшого узгодженим маршрутом (див. «Історію» вище), але Південна кільцева дорога була просто позначеним вказівником маршрутом через передмістя Південного Лондона на вже існуючих ділянках стандартних доріг, включаючи повороти, обраний планувальниками маршрутів у 1930-х роках. На південь від річки Кільцева дорога 2 прямувала б приблизно в напрямку Північної кільцевої дороги в Чізвіку, хоча точного запропонованого маршруту не було. Значна частина Кільцевої дороги, особливо південна частина, де був потрібний новий маршрут, була б розміщена у вирубках, щоб зменшити перешкоди для місцевих жителів.

### Північна ділянка
Північна окружна дорога мала бути вдосконалена до стандарту автомагістралі вздовж існуючого маршруту. У деяких планах ділянка в східному Лондоні називається M15, але це не планувалося стосуватися всієї дороги. Оскільки план кільцевих доріг було скасовано, більшу частину маршруту було оновлено, деякі з них наближені до стандарту автостради, але це робилося поетапно. Місцями дорога має шість смуг і подвійну проїзну частину з роздільними перехрестями, тоді як інші частини залишаються на значно нижчому рівні. У деяких випадках це сталося через протести; перехрестя Північної окружної дороги та A10 було завершено лише в 1990 році після того, як кілька інших схем були заблоковані.

### Південна ділянка

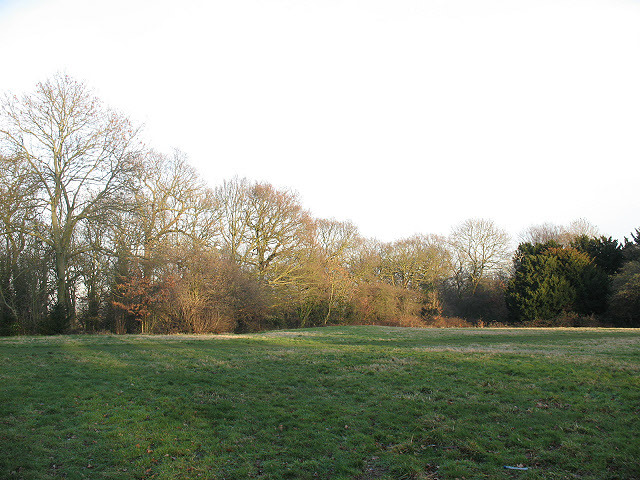
Планувалося, що кільцева дорога 2 пройде через Оксліс-Вуд

Південна окружна дорога була в 1960-х роках і залишається досі, трохи більше, ніж довільний маршрут через південну половину міста за дорогами, які в основному мають одну проїзну частину. Розробники дорожнього руху вважали існуючий маршрут непридатним для прямої модернізації, тому було заплановано нову автомагістраль на заміну для маршруту далі на південь, де дорогу можна було б побудувати з меншим руйнуванням місцевих громад.
Починаючи з лондонського району Гринвіч на південному кінці нового тунелю в Темзміді, запланований маршрут для нової південної частини Кільцевої дороги 2 спочатку мав би перетинатися з A2016, а потім прямувати на південь, спочатку через Пламстед до Пламстед Коммон, а потім через відкрита місцевість, до Shooters Hill Road (A207). Суперечливо те, що тоді планувалося, що маршрут перетне стародавній ліс Оксліс-Вуд і прилеглий Шепхеардліс-Вуд, щоб з’єднатися з «Дорогою допомоги Рочестеру» (A2) на перехресті у Фолконвуді.

## Кільцева дорога 3

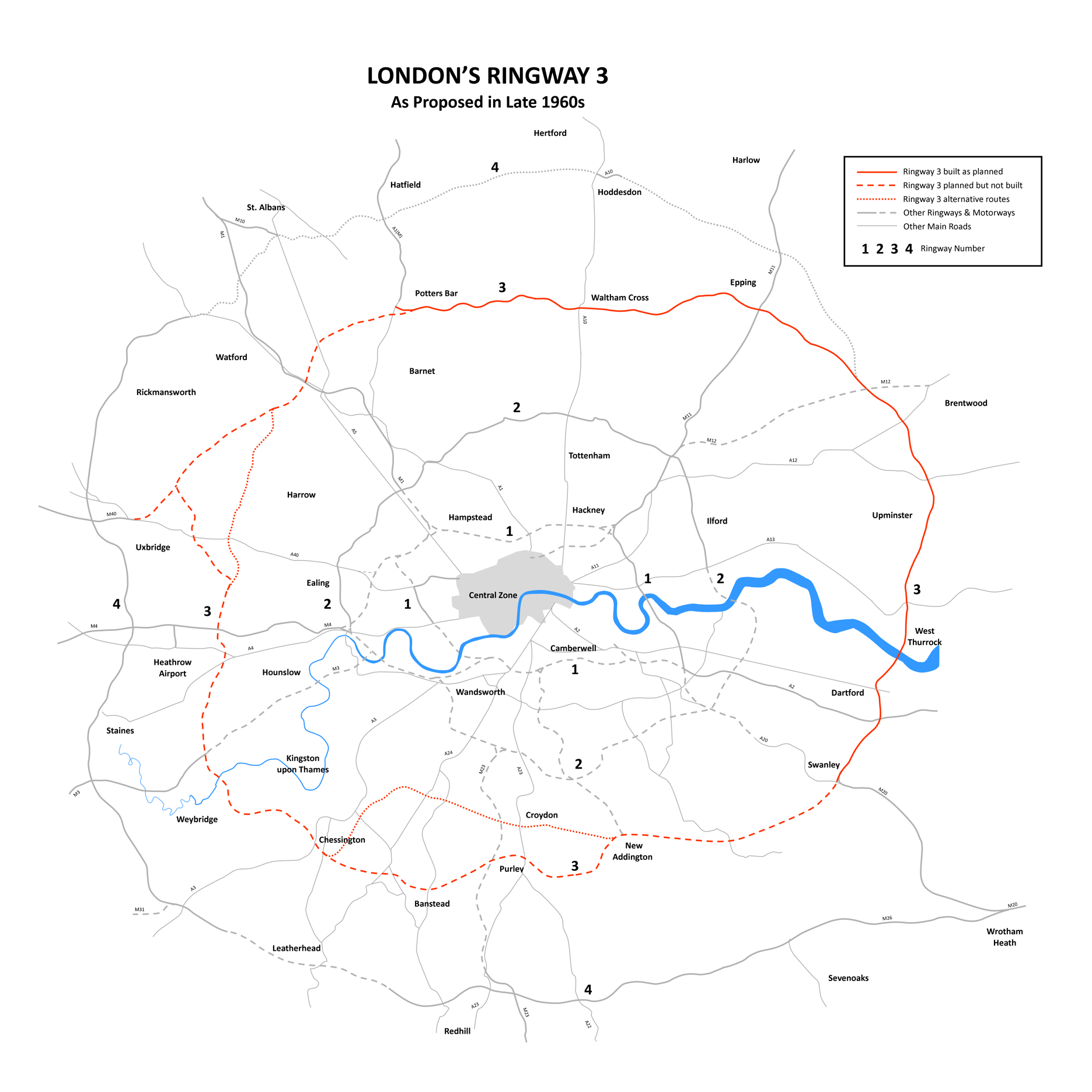
Кільцева дорога 3

Кільцева дорога 3 була новою дорогою, північна частина якої стала частиною M25 від Саут-Міммса до Суонлі через Дартфорд-Кроссінг. Він був призначений для руху в обхід Лондона і був схемою центрального уряду поза компетенцією Лондонської ради округу. Маршрут був приблизно заснований на попередньому кільці "D", розробленому Патріком Аберкромбі. Південна ділянка ніколи не планувалася детально, тому конкретного маршруту не існує. Ділянка в Західному Лондоні була зрештою побудована за нижчими стандартами як A312.
Ringway 3 планувалося з’єднати передмістя столиці, з’єднавши такі райони, як Кройдон, Ешер, Барнет, Уолтем-Крос, Чігвелл і Дартфорд. Будівництво першої ділянки автомагістралі між Саут-Міммсом і Поттерс-Баром розпочато в 1973 році, і перед відкриттям автомагістраль спочатку називалася автострадою M16.
Незважаючи на свою назву, маршрут четвертого кільця не охоплював весь Лондон. Натомість він мав С-подібну форму. Запланований маршрут починався на перехресті з автострадою M20 (тоді також планувалося) поблизу Вротама в графстві Кент і пролягав на захід як автомагістраль навколо столиці до Хантон-Брідж поблизу Вотфорда. Від Вотфорда дорога мала йти на схід до зустрічі з кільцевою дорогою 3 біля Нейвстока в Ессексі.
Частини кільцевих доріг 3 і 4 почали будувати незабаром після того, як кільцеву дорогу 1 було скасовано. Перша ділянка північної половини кільцевої дороги 3 була побудована між Саут-Міммсом і Поттерс-Баром і відкрита в 1975 році. Перша ділянка Ringway 4 була побудована між Годстоуном і Рейгейтом і відкрита наступного року. Перед відкриттям першої з них заплановані північна та східна секції Кільцевої дороги 3 та заплановані південна та західна секції Кільцевої дороги 4 були об’єднані як M25 (північна частина спочатку була позначена як M16 на стадії планування, але відкрита як M25). Решта ділянок цих двох кільцевих маршрутів так і не були побудовані.

## Кільцева дорога 4

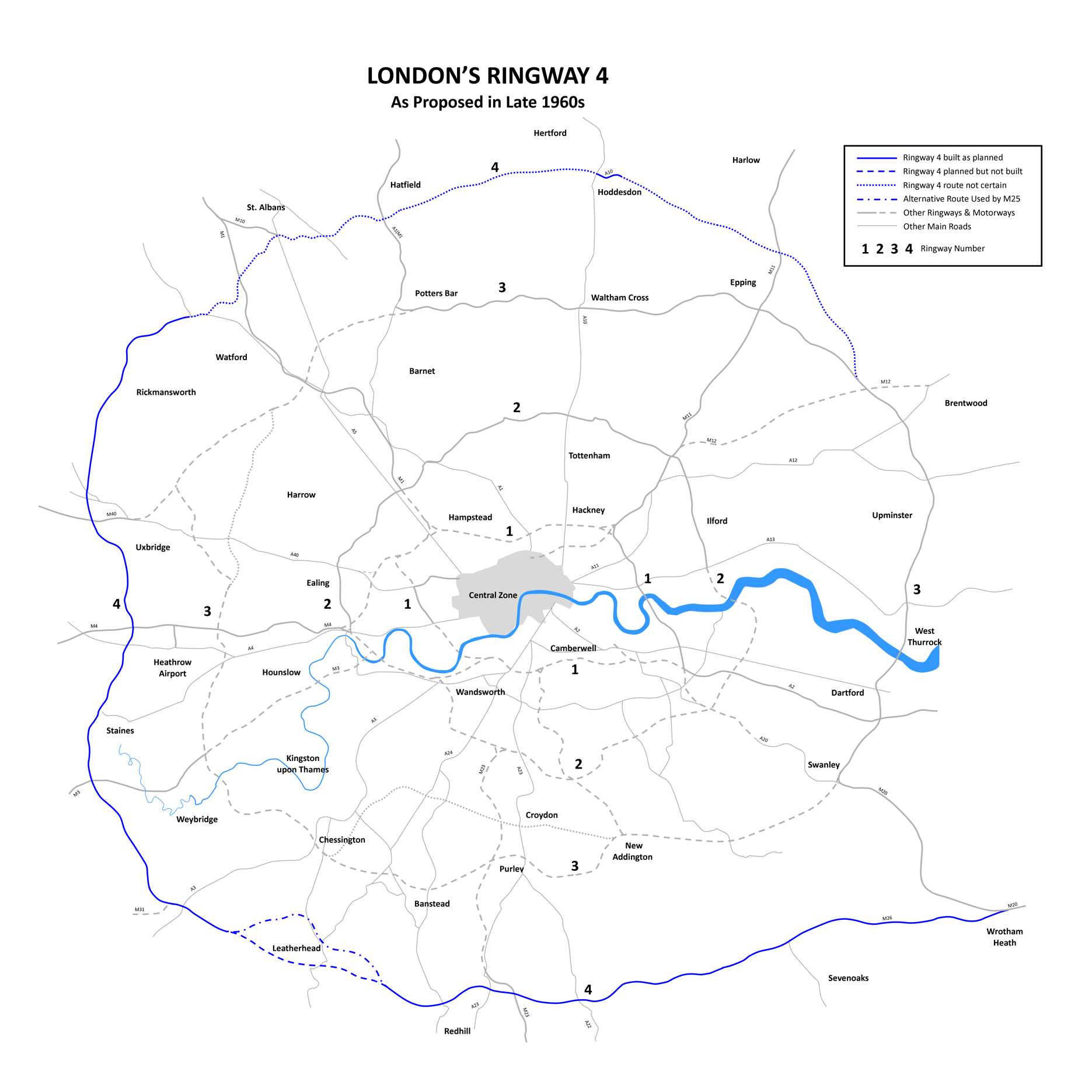
Кільцева дорога 4

Кільцева дорога 4 була більш відома під назвами «Північна об’їзна дорога» та «Південна об’їзна дорога» і вперше згадується у звіті Брессі. Південна частина стала частиною M25 і M26 від Wrotham Heath до Hunton Bridge. Ділянки A405 і A414 через Хартфордшир слідують запропонованому маршруту.  Дорога була запланована як поєднання автомагістралі та універсальної подвійної проїжджої частини, що з’єднує низку міст навколо столиці, включаючи Тілбері, Еппінг, Годдесдон, Гетфілд, Сент-Олбанс, Вотфорд, Денхем, Лезерхед і Севеноукс.
Будівництво першої ділянки автомагістралі між Годстоуном і Рейгейтом (перехрестя 6-8) почалося в 1973 році і включало перехрестя з автострадою M23, яка будувалася в той же час. Він був відкритий у 1976 році, а решта ділянок південної кільцевої дороги 4 були побудовані протягом наступних десяти років.

## Спадщина
=== Кільцева дорога 1 === 
У центральному районі Лондона тільки East Cross Route і частина West Cross Route Ringway 1 були побудовані разом із піднятим Westway, який з'єднує Паддінгтон з Північним Кенсінгтоном. Усі вони були розпочаті та завершені до того, як план було скасовано. Завдяки підвищеній проїжджій частині на бетонних пілонах, що височіють над вулицями внизу на висоті даху, Westway є гарним прикладом того, якою частиною Ringway 1 виглядала б, якби її побудували. Маршрут Іст-Хрос був єдиною частиною, яка була повністю побудована, і вона включає остаточно незавершене перехрестя в Хакні-Вік із запропонованим маршрутом Північного Хросу.

### Кільцева дорога 2
Ділянка Північної кільцевої дороги 2 пережила скасування кільцевих доріг. Це залишилася магістральна дорога і 8,9 км., розширення від Південного Вудфорда до Баркінга мала зарезервовану землю з 1968 року. Це розширення було затверджено в 1976 році та відкрито в 1987 році. Було внесено покращення в існуючу Північну кругову дорогу, так що більша частина тепер двопроїзна дорога. Однак це було зроблено поетапно, так що дорога різниться за якістю та пропускною спроможністю по всій довжині та все ще має кілька неудосконалених ділянок проїжджої частини та незручні розв’язки.

### M23

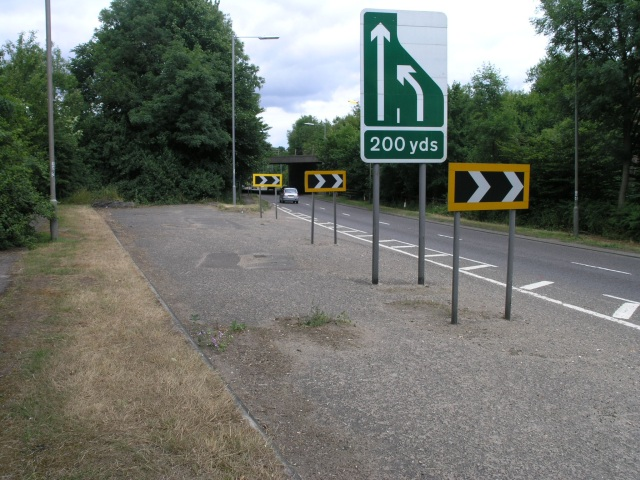
Недобудований елінг, що прямує до Лондона, від автомагістралі A23 до незабудованої автомагістралі M23 на північ від розв’язки 7, із зображенням невикористаного мосту

M23 особливо постраждав від скасування кільцевих доріг. Початковий план полягав у тому, щоб з’єднати його з Кільцевою дорогою 2 біля Стрітема, а коли Кільцева дорога була скасована, її було продовжено до Кільцевої дороги 1 біля Стоквелла. Після того, як кільцеві дороги були повністю скасовані, здавалося, що не було сенсу добудовувати M23, оскільки весь її рух перекинеться на приміські вулиці.

### Радіальні
Деякі радіальні маршрути, які планувалося з’єднати з системою кільцевої дороги, були побудовані майже за планом, включаючи M1 і M4 . Інші радіальні дороги, такі як M3, M11 і M23, були зрізані на околицях Лондона далеко від передбачуваних кінцевих розв'язок на першому кільці.

### Подальші події

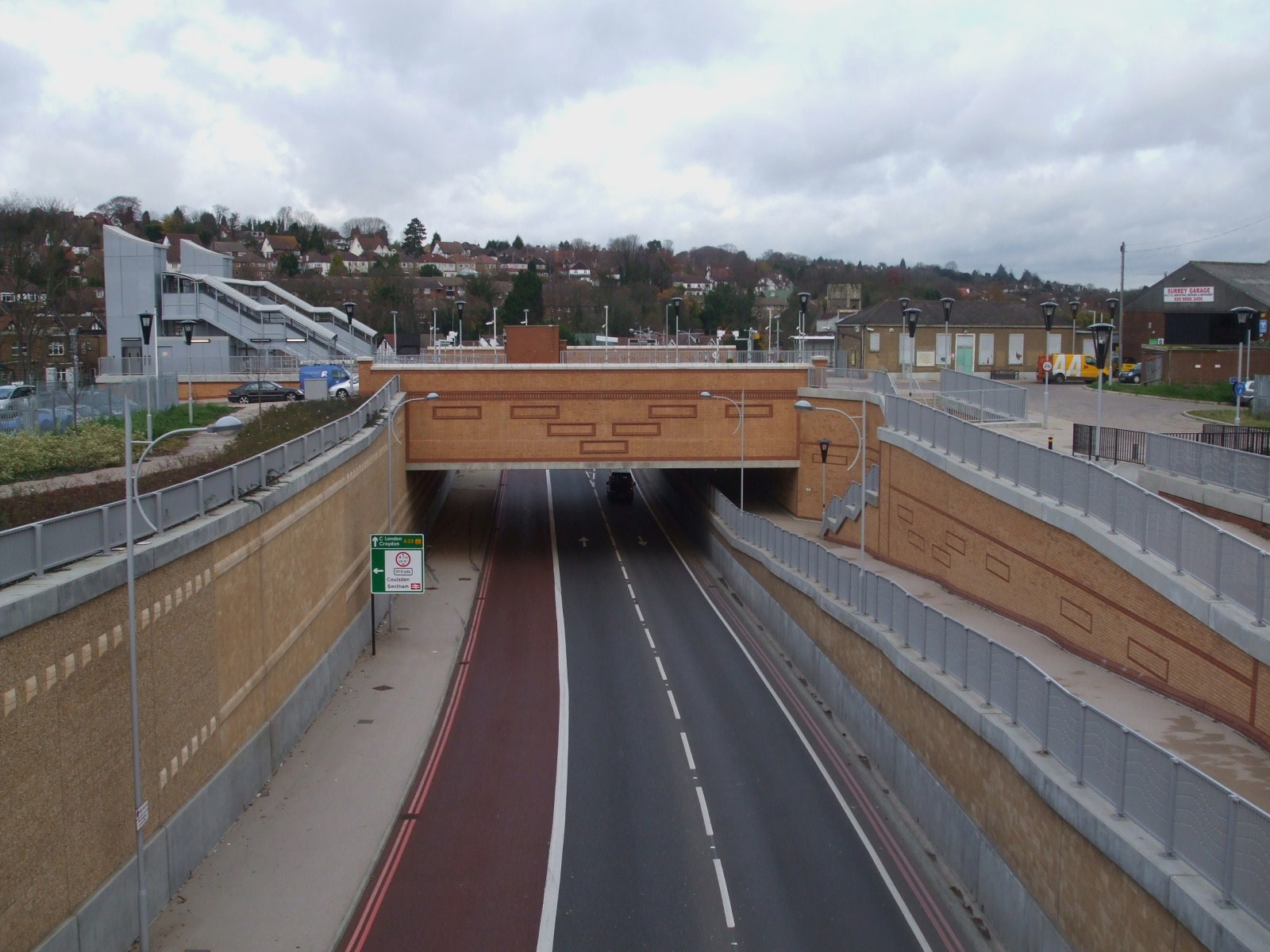
Рельєфна дорога Coulsdon

У 1979 році парламентський секретар міністерства транспорту Кеннет Кларк оголосив, що бюджет на розвиток мережі доріг Лондона буде скорочено з 500 до 170 мільйонів фунтів стерлінгів. Кілька схем, які були приблизно на лінії кільцевих доріг, включно з кільцевою дорогою 1 у Ерлз-Корт і Фулхем, а також кільцевою дорогою 3 у Хейс, були скасовані. Ставши лідером GLC у 1981 році, Кен Лівінгстон вимагав перевірки всіх схем доріг, над якими працювали, включаючи залишки планів Ringway, і скасував багато з них. Однією з небагатьох схем, які збереглися, була A2 Rochester Way Relief Road, наступниця оригінальної Dover Radial. Дорога була побудована в розрізі замість початково пропонованого підвищеного будівництва, щоб дотримуватися нових екологічних вказівок.